# Nana-Mambéré
Nana-Mambéré (franska) eller Nanä-Mbaere (sango) är en prefektur i Centralafrikanska republiken. Den ligger i den västra delen av landet, 400 km väster om huvudstaden Bangui. Antalet invånare var 233 666 vid folkräkningen 2003. Arean är 26 600 kvadratkilometer. Nana-Mambéré gränsar till prefekturerna Ouham-Pendé, Ombella-Mpoko och Mambéré samt till Kamerun.
Nana-Mambéré delas in i underprefekturerna:
- Abba
- Baboua
- Baoro
- Bouar